# Miguel Elizalde Jiménez
Miguel Elizalde Jiménez (Santiago; 1830 - ibídem; 26 de abril de 1888) fue un abogado y político conservador chileno. Hijo de Fernando Antonio Elizalde Marticorena y Juana Jiménez Vivar, contrajo matrimonio con Teresa Carvallo Elizalde.

## Carrera profesional
Educado en el Instituto Nacional, luego estudió Leyes en la Universidad de Chile, donde se graduó en 1852. Ejerció su profesión en Santiago, llegando a ser relator de la Corte de Justicia de Santiago.
Se trasladó a San Felipe, donde funcionó como secretario del Intendente de Aconcagua, cargo que mantuvo hasta que estalló la Revolución de 1859 en esa ciudad.

## Carrera política
Miembro del Partido Conservador, llegó a ser parte del directorio de la colectividad. Fue regidor y alcalde de la Municipalidad de Santiago (1862-1870).
Fue elegido Diputado por Putaendo (1870-1873), sin embargo, en agosto de ese año se declararon nulas las elecciones y asumió en su lugar Abdón Cifuentes. En las siguientes elecciones fue elegido en propiedad de Diputado por San Felipe, Los Andes y Putaendo (1873-1876), integrando la comisión permanente de Constitución, Legislación y Justicia.
Elegido Senador por Aconcagua (1882-1888), en este período participó de la comisión permanente de Educación y Beneficencia, además de la comisión de Guerra y Marina.
Reelecto Senador por Aconcagua (1888-1894), sin embargo, falleció en abril de 1888, por lo que asumió en reemplazo el suplente Rodolfo Hurtado Ugarte.

## Otras actividades
Además, se dedicó a escribir artículos jurídicos, donde una de sus obras cumbres fue "Concordancias del Código Civil Chileno con el código francés".
Fue de grandes vínculos sociales y perteneció al Club de La Unión.